# سيدي أليوم
سيدي أليوم ((بالفرنسية: Sidi Alioum)‏؛ مواليد 17 يوليو 1982) حكم كرة قدم كاميروني. كان حكما في تصفيات كأس العالم لكرة القدم 2014 وكأس الأمم الأفريقية 2019.

## روابط خارجية
- سيدي أليوم على موقع Soccerway.com (الإنجليزية)